# 金徳弘
金 徳弘（キム・ドコン、朝: 김덕홍、1938年12月3日 - ）は、朝鮮民主主義人民共和国の軍人、政治家。朝鮮労働党中央委員会資料研究室副室長、麗光貿易社社長などを歴任。1997年に思想家の黄長燁と韓国に亡命し、脱北者同志会会長、北朝鮮民主化委員会委員を務めた。

## 経歴
1938年に日本統治下の平安北道義州郡に生まれた。平安南道順川郡を経て江東郡で幼少期を過ごした。その後平壌にある金日成総合大学に進学した。1961年に卒業すると、1974年まで13年間朝鮮人民軍陸軍で勤務した。軍曹で退役すると麗光貿易社社長、朝鮮労働党中央委員会資料研究室副室長に就任し、主体思想の思想家で朝鮮労働党国際担当書記の黄長燁の秘書となった。
1997年に日本に講演に行った黄長燁に随行し、2月12日、帰路の北京にある韓国総領事館に亡命を申請し、4月20日に金浦空港に到着した。亡命後は国家情報院傘下の統一政策研究所の顧問に就いたが、2000年に金大中政権の対北朝鮮政策を批判したため解任された。2007年に黄長燁が主導し、脱北者団体を統合した北朝鮮民主化委員会委員に就任した。2011年には朝鮮人民軍偵察総局が懐柔した脱北者を使って暗殺を謀るが、警備が強化されたため自由北韓運動連合の朴相学代表に変更するも事前に逮捕された。
2010年10月9日に黄長燁が死去した際には弔問に当初訪れるはずだったが訪れなかった。2002年から疎遠になり、2009年には「黄元書記は、未だに主体思想に未練を持っているようだ」と非難した。